# ニック・バケル
ニック・バケル（Nick Bakker、1992年7月21日 - ）は、オランダ・フローニンゲン出身のサッカー選手。SCヘーレンフェーン所属。ポジションはDF。

## 経歴
2012年2月19日、エールディヴィジPSV戦にて後半47分にペッテル・アンデションとの交代でトップチームデビューを果たした。
2016年7月、FCエメンに加入した。
2021年9月6日、SCヘーレンフェーンに移籍した。